# Głuszynko
Głuszynko (kaszb. Môłé Głëszëno lub Głuszënkò, niem. Klein Gluschen) – wieś w Polsce położona w województwie pomorskim, w powiecie słupskim, w gminie Potęgowo.
W latach 1975–1998 miejscowość administracyjnie należała do województwa słupskiego.

## Nazwa
Nazwa miejscowości jest tzw. chrztem nazewniczym i ma charakter pseudotopograficzny-relacyjny. Powstała przez zdrobnienie nazwy miejscowej Głuszyno przy pomocy formantu -k-. Pierwotna niemiecka nazwa miejscowości Klein Gluschen, wzmiankowana po raz pierwszy w 1523, ma charakter relacyjny i powstała przez przeniesienie z nazwy sąsiedniej miejscowości Gluschen „Głuszyno” z wyróżnikiem klein „mały”.
Friedrich Lorentz odnotował formę nazwy w lokalnych gwarach słowińskich: Mǻu̯lė Glȧ̃šänɵ wraz z nazwami mieszkańców zarówno z pominiętym formantem -in-: Glä̀šȯu̯n, Glä̀šȯu̯nkă, jak i w formie pełnej: Glä̀šäńȯu̯n, Glä̀šäńȯu̯nkă. 
Rada Języka Kaszubskiego proponuje opartą na polskiej kaszubską formę nazwy Głëszënkò.